# Омразата, която поражда омраза
„Омразата, която поражда омраза“ (на английски: The Hate That Hate Produced) е американски документален филм от 1959 година, продуциран от телевизионните журналисти Майк Уолъс и Луис Ломакс. Лентата разглежда черния национализъм в Америка, фокусирайки върху движенията „Нация на Исляма“ и „Обединеното африканско националистическо движение“.

## Зад кулисите
През 1959 година журналистът от афроамерикански произход Ломакс запознава Уолъс с тайните на организацията „Нация на Исляма“. Заинтригуван, той решава да интервюира лидерите на движението. Всичко това е заснето и превърнато в документална лента, включваща и речи на въпросните ръководители.